# Palazzo della Corgna (Città della Pieve)
Il palazzo della Corgna sorge nel centro storico di Città della Pieve, in Umbria. Fu costruito nel periodo 1555-1563 su progetto dell'architetto Galeazzo Alessi per volere del marchese di Castiglione del Lago Ascanio della Corgna e del fratello cardinale Fulvio. Le ricche decorazioni interne furono eseguite dai pittori Pomarancio e Salvio Savini, suo allievo.

## Descrizione e storia

Il palazzo alla fine degli anni sessanta

"Il concerto" del Pomarancio

Nel 1550 papa Giulio III conferì alla sorella Giacoma Ciocchi del Monte la signoria di Castiglione del Lago, Castel della Pieve e del Chiugi, a titolo di indennizzo per un forte prestito da lei fatto alla Camera apostolica. La signora delegò l'amministrazione del territorio ai figli Ascanio della Corgna e il cardinale Fulvio. Ascanio, poi marchese dal 1563 al 1571, aveva già incominciato la costruzione della sua residenza principale a Castiglione affidando l'esecuzione del progetto all'amico e maestro Galeazzo Alessi che si basò sugli studi Vignoleschi. Nel 1555 lui e il fratello, governatore di Castel della Pieve, ritennero opportuno che l'architetto perugino - diventato famoso per aver elaborato i piani di lavoro di alcuni edifici e chiese a Genova - realizzasse ivi una seconda sfarzosa dimora.
Situato vicino al duomo di Città della Pieve, è costituito da tre strutture composte intorno all'elegante cortile che rammenta lo stile del Vignola. L'edificio, però, non fu completato perché i pievesi, stanchi dell'onerosità fiscale prescritta da Ascanio, nel 1564 si liberarono dell'autorità corgnesca per rientrare sotto il diretto dominio dello Stato Pontificio.
Nel 1643 il palazzo, che senza i marchesi aveva perso parte della sua attrattiva, fu requisito dagli organi preposti della Santa Sede e alienato ai romani Amidei, indi, alla fine del Settecento, alla famiglia Mazzuoli: infatti è anche conosciuto con il nome di questi ultimi, ma giustamente negli ultimi tempi è stata recuperata la storica denominazione, ben più prestigiosa. Nel 1975 il comune di Città della Pieve divenne il nuovo proprietario della costruzione.
L'interno fu ornato di pitture manieriste su incarico del cardinale della Corgna che desiderava ripetere le esperienze del palazzo castiglionese e della sua villa presso Corciano. La sala del governatore, ubicata al pianterreno, fu affrescata dal Pomarancio, di cui si può ricordare il concerto. Nelle pareti e volte della sala grande, al piano nobile, Salvio Savini, nel 1580, dipinse varie scene mitologiche e a grottesche, delle quali una, il convito e amore degli dei, ispirata alle metamorfosi ovidiane, destinata a diventare famosa. Anche lo scalone d'onore conserva le decorazioni cinquecentesche del Savini.